# Antonio Rodríguez Lorca
Antonio Rodríguez Lorca (Huétor Tájar, Granada, 7 de noviembre de 1940 - Cádiz, 21 de abril de 2010) fue un escritor y poeta español.

## Biografía
Antonio Rodríguez Lorca nació en Huétor Tájar (Granada) el 7 de noviembre de 1940. Allí, cumplidos los seis años, asistió a la escuela pública. Terminados los estudios primarios, comenzó los de bachillerato, por libre, simultaneándolos con faenas de cabrero y labrador. En 1957 ingresó, voluntario, en el Ejército de Tierra, en artillería, en la ciudad de Cádiz, entregándose a la vida castrense. En 1960 consiguió, tras dos años de prácticas y estudios, el diploma de profesor de educación física, preparador y árbitro de balonmano. 1976, a través de la UNED, ingresó en Madrid, en la universidad y comenzó la carrera de Psicología. En 1985 pasó a la reserva, con el grado de comandante, y fijó su residencia definitiva, junto a su esposa e hijos, en la ciudad de Cádiz. En el 2004 fue honrado con el título de “Hijo predilecto de Huétor Tájar”; con la denominación de una de las calles de su pueblo, “Escritor A. Rodríguez Lorca”; y un palco de la “Casa de la Cultura” de dicha localidad, bajo el mismo epígrafe.
Falleció en Cádiz, el 21 de abril de 2010 a los 69 años, debido a la espondilitis que padecía desde hacía años.

## Poesía
Publicó los libros que se señalan a continuación:
- “Acuérdate de Huétor Tájar” (Ediciones Anel, S.A. Granada. Año 1989). ISBN 978-84-87105-01-2
- “Linde y muerte” (Gráficas San Rafael, Cádiz. Año 1989). ISBN 978-84-404-4813-2
- “Alcandoras” (dos ediciones en Editorial Tántalo, Cádiz. Año 1996). ISBN 978-84-923723-0-0
- “Sala de espera del expreso al Parnaso”, (primera edición en Colección Estío, Burgos; segunda edición en Editorial Tántalo, Cádiz, en la que se publica el "Himno de Huétor Tájar". Año 2000). ISBN 978-84-923723-4-8
- Opúsculo poético sobre “Miguel Hernández Gilabert”, (Editorial Tántalo, Cádiz). ISBN 84-923723-2-X
- El poemario “Lo que sucedió y nunca volverá” (Editorial Tántalo”, Cádiz. Año 2001). ISBN 978-84-931723-2-9
- “Cóctel de luces y sombras”, dos ediciones, donde se incluyen los poemarios “Poética del balonmano” y “Amistades de Eros”; y la novela corta, en prosa y poesía, “El templo de los espejos", (Editorial Tántalo, Cádiz. Primera edición, año 2000. ISBN 978-84-923723-5-5. Segunda edición, año 2005. ISBN 978-84-932149-8-2).
- El poemario “Un viejo en las últimas” (Editorial Tántalo, Cádiz. Año 2006). ISBN 978-84-934529-5-7
- “La poesía del balonmano vista desde Cádiz" (Editorial Tántalo, Cádiz. Año 2007). ISBN 978-84-935334-8-9

También publicó diversos poemas en cada “Revista Tántalo” desde el año 1995 hasta la actualida (Edición trimestral de la Editorial Tántalo, Cádiz). ISSN 1138-7467.

## Prosa
Publicó diversos artículos periodísticos, entre los que destacan: 
- “El zéjel” (“Cádiz Información”, 1997).
- “Miguel Hernández, el poeta entre 1910 y 1942” (“Cádiz Información”, 1992).

Además, publicó los siguientes libros: 
- “Cóctel de luces y sombras”, dos ediciones, donde se incluyen los poemarios “Poética del balonmano” y “Amistades de Eros”; y la novela corta, en prosa y poesía, “El templo de los espejos", (Editorial Tántalo, Cádiz. Primera edición, año 2000. ISBN 978-84-923723-5-5. Segunda edición, año 2005. ISBN 978-84-932149-8-2).
- “Prisionero de la Luna, el Sol y las Estrellas Fugaces”, seis narraciones (Editorial Tántalo, Cádiz. Año 2002). ISBN 84-932149-6-5
- Ensayo sobre “Federico G. Lorca: su vida, su obra y mi crítica = F.G. Lorca, his life, his work and my criticism”, en prosa y poesía, dos ediciones bilingües: español e inglés (Editorial Tántalo, Cádiz. Año 2002). ISBN 978-84-931723-3-6.
- “La destrucción de Tájar”, Pieza teatral en catorce momentos, (Editorial Tántalo, Cádiz. Año 2002). ISBN 978-84-932149-5-1
- “Relato de un deprimido”, prosa (Editorial Tántalo, Cádiz. Año 2004). ISBN 978-84-933009-3-7
- “La felicidad del Alzheimer”, dos ediciones, (incluye “Historia de Huétor Tájar” en prosa, y el “Himno de Huétor Tájar" (Editorial Tántalo, Cádiz. Las dos ediciones del año 2005). ISBN 978-84-931723-1-2; ISBN 978-84-933009-8-2.
- “Historia de Huétor Tájar” (Editorial Tántalo. Año 2006). ISBN 978-84-935334-0-3.

Son obra suya numerosas editoriales y artículos de diferente temática, publicados en cada “Revista Tántalo” desde 1995 hasta 2010 (Edición trimestral de la Editorial Tántalo, Cádiz). ISSN 1138-7467.

## Primeros premios
Entre los premios conseguidos, destacan: 
- "Romance a la muerte de Blas Infante" (Primer Premio del concurso “Blas Infante”, en Cornellá, Barcelona).
- “Cabreros de bronce y pana” (Primer Premio del concurso “Manuel Barbadillo” del Ateneo de Sanlúcar de Barrameda, Cádiz 1992).
- “Metafísica de un hombre mayor” (Primer Premio de la Asociación de Geriatría de San Fernando, Cádiz, 1993).

Junto a ellos, fue galardonado con varios premios de diferentes categorías.

## Reconocimientos
El 30 de junio de 2002 se realizó el acto oficial de proclamación del "Himno de Huétor Tájar", del que Antonio Rodríguez Lorca fue autor de la letra, siendo compositor de la música Francisco Higuero Rosado. En el 2004 fue honrado con el título de “Hijo Predilecto de Huétor Tájar”. En el mismo año, se nombró una de las calles de su pueblo natal, con el nombre de “Escritor A. Rodríguez Lorca”. Se inauguró en el 2004 un palco en la “Casa de la Cultura” de Huétor Tájar, con el nombre de "Escritor Antonio Rodríguez Lorca". 
El 10 de enero de 2005 fue nombrado ateneista del Ateneo de Cádiz.

## Cargos literarios
Fue el fundador de la "Asociación Cultural Tántalo" y Presidente de la misma desde 1995 hasta el 26 de octubre de 2007. Por razones de salud tuvo que abandonar la presidencia efectiva, siendo nombrado Presidente de Honor. Fue escritor número 2.157 de la "Asociación Colegial de Escritores" (ACE), incluido en su “Diccionario Anual”; así como asociado (A 2.799) de la "Confederación Española de Derechos Reprográficos" (CEDRO). El 10 de enero de 2005 fue nombrado ateneísta de número del "Ateneo Literario, Artístico y Científico de Cádiz".